# Малак, Михал
Михал Малак (словац. Michal Malák; род. 25 августа 1980, Попрад, Восточно-Словацкий край) — бывший словацкий лыжник, участник двух Олимпийских игр и четырёх чемпионатов мира. Универсал, на одинаковом уровне выступал и в спринтерских и в дистанционных гонках.

## Карьера
В Кубке мира Малак дебютировал в январе 2002 года, тогда же впервые попал в тридцатку лучших на этапе Кубка мира, в эстафете. Всего имеет на своём счету 7 попаданий в тридцатку лучших на этапах Кубка мира, все в командных гонках. В личных гонках на этапах Кубка мира Малак не поднимался выше 41-го места и очков в общий зачёт не набирал.
На Олимпиаде-2006 в Турине стал 53-м в дуатлоне 15+15 км, 73-м в гонке на 15 км классикой и 45-м в масс-старте на 50 км.
На Олимпиаде-2010 в Ванкувере показал следующие результаты: 15 км коньком — 54-е место, командный спринт — 14-е место, эстафета — 12-е место.
За свою карьеру принимал участие в четырёх чемпионатах мира, лучший результат 15-е место в командном спринте на чемпионате-2007, в личных гонках не поднимался выше 41-го места.
Использовал лыжи производства фирмы Fischer, ботинки и крепления Salomon.